# Ulota marginata
Ulota marginata là một loài Rêu trong họ Orthotrichaceae. Loài này được (Ångström) A. Jaeger miêu tả khoa học đầu tiên năm 1880.